# Liste de musées au Portugal
Pour les autres articles nationaux ou selon les autres juridictions, voir Liste des musées par pays.
Cet article présente une liste non exhaustive de musées au Portugal, classés par région, puis par municipalité.

## Région de l'Alentejo
- Musée botanique (Museu Botânico), à Beja
- Musée des Christs (Museu dos Cristos), à Sousel
- Musée de l'horloge (pt), à Serpa

## Région de l'Algarve
- Musée du costume de l'Algarve (pt), à São Brás de Alportel

## Région Centre
- Musée de cire de Fátima (Museu de Cera de Fátima), à Fátima
- Musée national Machado de Castro, à Coimbra
- Musée monographique de Conimbriga (pt), à Condeixa-a-Nova
- Musée municipal de Guara (Museu Municipal da Guarda), à Guarda

## Région de Lisbonne

### Lisbonne
- Musée national d'archéologie
- Musée national d'art ancien
- Musée national de l'azulejo
- Musée Berardo
- Musée Calouste-Gulbenkian
- Musée national des carrosses
- Musée du Chiado
- Musée de l'électricité
- Musée de l'Orient
- Musée de la Marine

### Loures
- Musée de la Céramique de Sacavém, à Sacavém
- Musée municipal de Loures (pt)
- Réseau de musées de Loures (Rede de Museus de Loures)

### Sintra
- Musée de l'air (pt), également à Alverca do Ribatejo et Ovar
- Musée du jouet (pt)
- Palais national de Sintra

### Autres lieux
- Musée de l'automobile ancienne (Museu do Automóvel Antigo), à Oeiras
- Musée de la mer (Museu do Mar), à Sesimbra
- Musée de la métrologie (Museu de Metrologia) de l'Institut portugais de la qualité (pt) (IPQ), à Monte de Caparica (pt) (Almada)

## Région Nord

### Porto
- Musée d'art contemporain de Serralves (Casa de Serralves)
- Cabinet de numismatique (pt)
- World of Discoveries (pt)
- Casa do Infante (pt)
- Casa Museu Fernando de Castro (en)
- Casa-Museu Guerra Junqueiro (pt)
- Casa-Museu Marta Ortigão Sampaio (pt)
- Casa-oficina António Carneiro (pt)
- Casa da Rua de D. Hugo (pt)
- Centre portugais de photographie
- Museu da Misericórdia do Porto (pt) (MMIPO)
- Musée militaire de Porto (pt)
- Musée national Soares dos Reis
- Musée du tram (pt)
- Musée des transports et des communications (pt), à Miragaia (Porto) : Alfândega Nova (Porto) (pt)
- Musée de la pharmacie
- Musée de l'industrie (Ramalde)
- Museu Nacional da Imprensa, Jornais e Artes Gráficas (pt)
- Musée de marionnettes de Porto (pt)
- Museu Judaico do Porto (pt)
- Museu do Holocausto do Porto (pt)
- Musées de Porto (catégorie) (pt)

### Viana do Castelo
- Musée municipal de Viana do Castelo (Museu Municipal de Viana do Castelo)
- Musée des voitures à cheval Geraz do Lima

### Autres lieux
- Maison-musée Abel Salazar (Casa Museu Abel Salazar), à São Mamede de Infesta (Matosinhos),
- Maison-musée Camilo (Casa Museu de Camilo), à São Miguel de Seide (pt) (Vila Nova de Famalicão),
- Musée du Rallye (portugais : Museu do Rali), à Fafe,
- Musée de Lamego (pt), à Lamego,
- Musée du cinéma de Melgaço, à Melgaço,
- Musée du Douro (Museu do Douro), à Peso da Régua,
- Musée municipal de Baião (Museu Municipal de Baião), à Baião,
- Musée municipal d'Esposende (pt), à Esposende,
- Musée des réservoirs naturels portugais (Museu de Jazigos Naturais Portugueses), à São Mamede de Infesta (Matosinhos),
- Musée de la Terre de Miranda, à Miranda do Douro.

## Régions autonomes

### Açores
- Musée d'Angra do Heroísmo (pt), à Angra do Heroísmo
- Musée de Ribeira Grande (Museu da Ribeira Grande), à Ribeira Grande
- Observatoire astronomique de Santana

### Madère
- Musée de l'électricité à Funchal.